# شون هنري
شون هنري (بالإنجليزية: Sean Henry)‏ هو لاعب اتحاد الرغبي أيرلندي، ولد في 16 ديسمبر 1987 في سلايغو في جمهورية أيرلندا.